# پیتای سبیل‌دار
پیتای سبیل‌دار (نام علمی: Erythropitta kochi)، یک گونه نادر از پرندگان خانواده پیتایان و بومی لوزون در فیلیپین است. این پرنده بزرگ‌ترین پیتا در این کشور است که طول آن به ۲۳ سانتی‌متر و وزن آن به و ۱۱۶ گرم می‌رسد. دارای سر قهوه‌ای، سینه آبی و شکم قرمز است. دارای سبیل خاکسترگون است. زیستگاه طبیعی آن جنگل‌های جلگه‌ای نمناک گرمسیری و جنگل‌های کوهستانی نمناک گرمسیری است. از دست دادن زیستگاه و به دام افتادن آن در خطر است. این یکی از پرنده‌هایی است که پرنده‌نگران در فیلیپین به دنبال آن هستند.

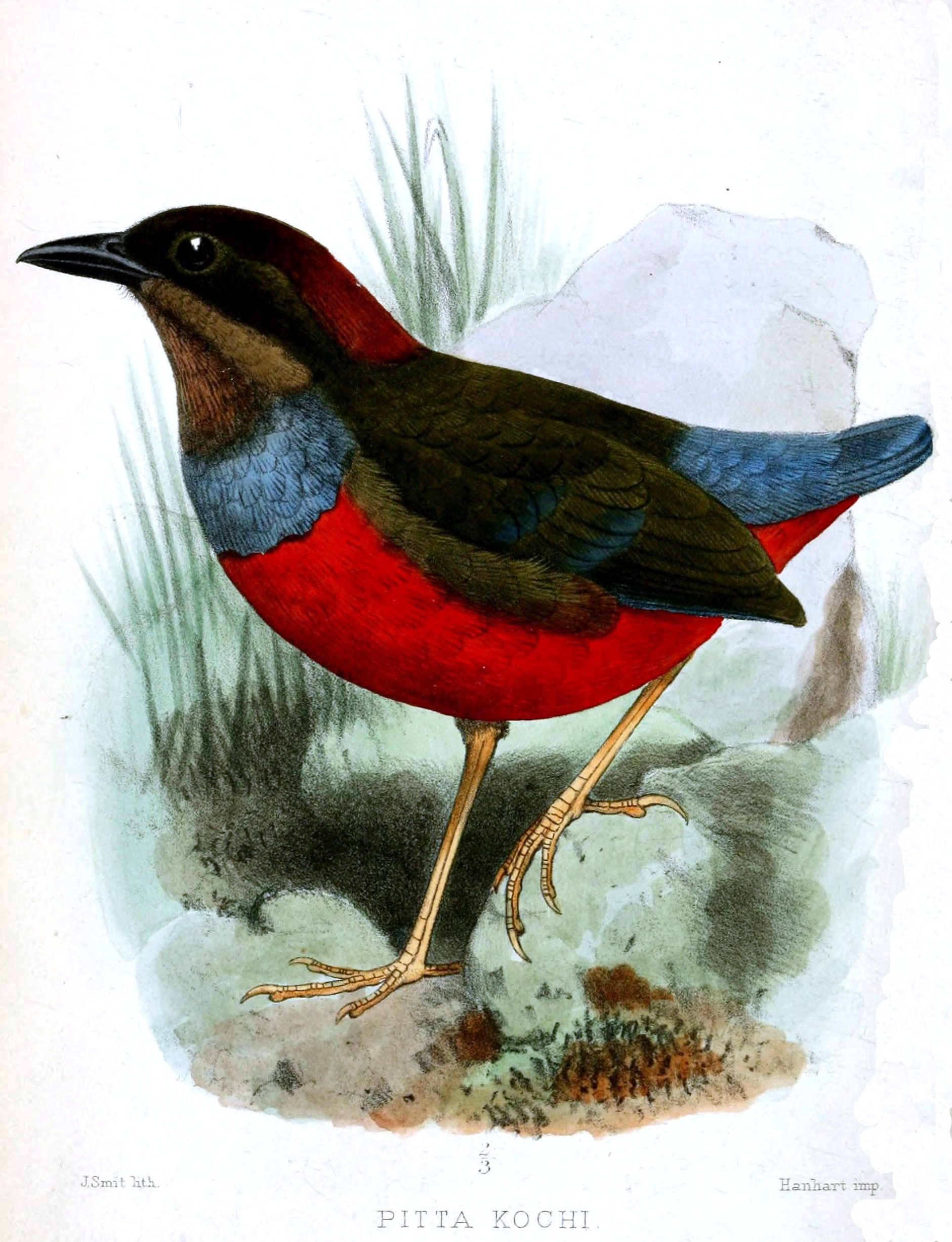
نگاره‌ای از یک پیتای سبیل‌دار توسط جوزف اسمیت